# Domadenik
Domadenik [domadénik] je priimek več znanih Slovencev.

## Znani nosilci priimka
- Milan Domadenik (1936-2020), policist
- Nataša Domadenik, poročena Detič (leto rojstva 1976), nepremičninska posrednica, založnica, jezikoslovka, slovenistka, rusistka, lektorica
- Polona Domadenik Muren (*1974), znanstvenica in profesorica na področju ekonomije